# Pythium graminicola
Pythium graminicola ist ein Phyto-Pathogen aus der Familie der Pythiaceae innerhalb der Gruppe der Eipilze. Es infiziert Getreide und andere landwirtschaftliche Kulturen.

## Wirte und Symptome
Pythium graminicola hat ein breites Wirtsspektrum, zu dem Straußgräser, Kurkuma, Baumwolle, Gerste, Weizen, Reis, Bohne, Erbsen und Zuckerrohr gehören. Insbesondere Grasartige wie Getreide werden von Pythium graminicola befallen. Wie bei vielen durch Pythium-Arten ausgelösten Krankheiten ist das häufigste Symptom einer Infektion mit Pythium graminicola eine Wurzel- bzw. Samenfäule, welche ein Absterben der gesamten Pflanze verursachen kann. P. graminicola kann jedoch auch oberirdische Pflanzenteile infizieren und so eine Stengelfäule bei Mais, ein Welken der Basis bei Bohnen, eine Blattbleiche bei Gräsern und eine Fäule der Nährwurzeln bei Reis, Zuckerrohr und Mais verursachen. Die Diagnose einer Infektion mit Pythium graminicola kann durch die Beobachtung der geschilderten Symptome und der Anwesenheit typischer Eipilz-Strukturen wie Sporangien erfolgen.

## Lebenszyklus
Der Lebenszyklus von Pythium graminicola entspricht dem aller bodenbürtiger Pythium-Arten. Im Zustand der sexuellen Vermehrung vereinigen sich ein Antheridium und ein Oogon zu einer Oospore. Eine Oospore hat eine dicke Zellwand und kann entweder im Boden oder in Pflanzenresten ungünstige Bedingungen wie Winter überdauern. Diese Oosporen sind das primäre Inokulum; sie verbleiben bis zu zehn Jahre in Dormanz und keimen bei entsprechenden günstigen Bedingungen aus. Oosporen können durch Wind verbreitet werden oder – sofern sie sich im Boden befinden – eine systemische Infektion der Wirtskeimlinge auslösen. Nach der Infektion durch Oosporen werden in den Wirtspflanzen Sporangien gebildet, die ungeschlechtliche Phase von Pythium graminicola, welche das sekundäre Inokulum darstellt; dies macht den Lebenszyklus polyzyklisch. Auch die Sporangien können vom Wind verbreitet werden und bilden Zoosporen, die eine Infektion auslösen können. Die Zoosporen sind in der Lage, kurze Entfernungen im Wasser schwimmend mit Hilfe von Geißeln zu überwinden und so die Wirtspflanzen zu erreichen. Sie heften sich an die Gewebeoberfläche der Wirte an und keimen in die Pflanze hinein aus, indem sie Hyphen bilden. P. graminicola breitet sich sehr rasch im Wirtsgewebe aus. Die Penetration erfolgt schnell, und die Zellwände der Wirte bilden keine bedeutende Barriere gegen eine Infektion.

## Behandlung
Es gibt aktuell mehrere Ansätze, Pythium graminicola zu bekämpfen, darunter chemische und biologische Bekämpfung, die Ausnutzung von Resistenzen bei den Wirtspflanzen und Anbaumaßnahmen. Eine chemische Bekämpfung nutzt spezifische Pestizide wie Benomyl, Captafol, Captan, Carboxin, Metalaxyl, Propamocarb-Hydrochlorid und Etridiazol, um im Boden überdauernde Oosporen abzutöten. Saatgut kann gleichfalls in Chemikalien getaucht, werden, um sie vor Wurzelfäule zu schützen und ein Welken zu verhindern. Zur biologischen Schädlingsbekämpfung gehört der Einsatz von Mikroorganismen, die die Pflanzenwurzeln schützen, indem sie pilzhemmende Stoffwechselprodukte freisetzen oder mit den Pathogenen um Nährstoffe konkurrieren. Einige Mittel zur biologischen Schädlingsbekämpfung von Pythium-Wurzelfäule sind bereits kommerziell verfügbar, die aus Isolaten von Trichoderma- und Gliocladium-Arten gewonnen wurden, welche Antagonisten Pythium-induzierter bodenbürtiger Krankheiten sind. Genetische Resistenz erreicht man durch Auswahl von Pflanzensorten, die nicht gegen Pythium graminicola empfindlich sind. Anbaumaßnahmen sind eine weitgefasste Kategorie von Methoden, die über die oben genannten Maßnahmen hinausgehen. Dazu gehört die Vermeidung des Anbaus unter Bedingungen, die ein Gedeihen der Pathogene fördern. Ein weiteres Beispiel ist die Verwendung von Kompost mit spezieller Zusammensetzung, z. B. mit Brauerei-Rückständen, Klärschlämmen aus Endicott (New York) und Mist einiger Tierarten, um Welken und Wurzelfäule zu unterdrücken.